# Amadina
Amadina és un gènere d'ocells passeriformes de la família dels estríldids que habiten zones de sabana en l'Àfrica subsahariana.

## Llistat d'espècies
Segons la Classificació del Congrés Ornitològic Internacional (versió 15.1, 2025) aquest gènere està format per tres espècies:
- Amadina degollada (Amadina fasciata Gmelin, JF, 1789)
- Amadina cap-roja (Amadina erythrocephala Linnaeus, 1758)